# Makak czarny
Makak czarny (Macaca maura) – gatunek ssaka naczelnego z podrodziny koczkodanów (Cercepithecinae) w obrębie rodziny koczkodanowatych (Cercepithecidae).

## Zasięg występowania
Makak czarny występuje na południowo-zachodnim Celebesie (od Bontobahari na krańcu południowo-zachodniej półwyspowej części na północ do Danau Tempe).

## Taksonomia
Gatunek po raz pierwszy zgodnie z zasadami nazewnictwa binominalnego opisał w 1825 roku szwajcarski przyrodnik Heinrich Rudolf Schinz, nadając mu nazwę Macacus maurus. Miejsce typowe to Celebes Południowy, Indonezja. 
M. maura należy do grupy gatunkowej silenus. M. maura krzyżuje się z M. tonkeana w obszarach w których ich zasięgi się na siebie nakładają (podstawa wyżyny Toraja; jezioro Danau Tempe). Autorzy Illustrated Checklist of the Mammals of the World uznają ten takson za gatunek monotypowy.

### Etymologia
- Macaca: port. macaca, rodzaj żeński od macaco „małpa”; Palmer sugeruje, że nazwa ta pochodzi od słowa Macaquo oznaczającego w Kongu makaka i została zaadoptowana przez Buffona w 1766 roku[15].
- maura: łac. Maurus „Afrykańczyk, Mauretańczyk” (tj. czarny, ciemny)[16].

## Morfologia
Długość ciała (bez ogona) samic 46–59 cm, samców 55–69 cm; długość ogona samic 2–4 cm, samców 5–7 cm; masa ciała samic 3,8–7,6 kg, samców 8,2–10 kg. Makak czarny posiada ciemnobrązowe lub czarne futro, jasną łatą i zaróżowioną nagą skórą modzeli pośladkowych oraz szczątkowym, słabo owłosionym ogonem.

## Ekologia
Żywi się figami, nasionami bambusowymi, pąkami, kiełkami, bezkręgowcami i zbożami, które znajduje w tropikalnych lasach deszczowych. Ze względu na podobieństwo ich pysków do psich często są nazywane małpo-psami. 

## Status
W Czerwonej księdze gatunków zagrożonych Międzynarodowej Unii Ochrony Przyrody (IUCN) makak czarny klasyfikowany jest jako gatunek zagrożony (EN, Endangered). Zagrożenie dla gatunku stanowią głównie ludzie, których rosnąca populacja skutkuje wyrębem lasów, co powoduje utratę i fragmentację naturalnych siedlisk małpy.